# Teatrul Ahmanson
Teatrul Ahmanson este unul dintre cele 4 locuri de interes pe care le cuprinde Los Angeles Music Center-ul.

## Istoric

### Fondare
Din generozitatea arătată de filantropul Robert H. Ahmanson, construcția a început pe data de 9 martie 1962. Teatrul este inaugurat în 12 aprilie 1967 de producția More Stately Mansions, având în rolurile principale interpreți precum Ingrid Bergman, Arthur Hill și Colleen Dewhurst.

### Activitate
De atunci, au avut loc reprezentații dintr-o gamă largă de piese, precum drame, musical, comedii, opere reprezentând renașterea clasicilor, chiar și 6 premiere mondiale ale operelor lui Neil Simon și a lucrărilor unor artiști precum Wendy Wasserstein, August Wilson, A.R. Gurney, Terrence McNally, John Guare și Edward Albee. Teatrul a servit ca și co-producător pentru câteva producții ale teatrelor de pe Broadway; Amadeus, Smokey Joe's Cafe, The Most Happy Fella, and The Drowsy Chaperone fiind doar câteva dintre piesele respective.
Teatrul Ahmanson are cel mai lung sezon de reprezentații, pe baza de bilete pre-comandate de pe coasta de vest a Statelor Unite ale Americii, sezonul anual se întinde de la începutul toamnei și durează până la sfârșitul verii anului următor.
În decembrie 2006, a prezentat adaptarea teatrală muzicală a filmului Edward_Mâini-de-foarfecă a lui Tim Burton, coregrafia fiind semnată de Matthew Bourne.
După renovarea sa din anul 1994, capacitatea sălii a putut fi reconfigurată de la 1.600 de locuri la 2.100.